# Mitsubishi 2G1
Mitsubishi 2G1 — двухтактный, двухцилиндровый двигатель внутреннего сгорания, производящийся Mitsubishi Motors с 1968 по 1976 год. Впервые был представлен на Mitsubishi Minica.

## 2G10

### Технические характеристики
| Тип                  | двухтактный, двухцилиндровый                                                                                               |
| Объём                | 359 см3 |
| Диаметр x ход поршня | 62.0 x 59.6 мм |
| Тип топлива          | Самостоятельное смешивание моторного масла и бензина                                                                       |
| Мощность             | 23 л. с. (17 кВт) при 5500 об/мин (2G10), Minica LA23 SDX                                                                  |
| Мощность             | 28 л. с. (21 кВт) при 6000 об/мин (2G10-1, Red)                                                                            |
| Мощность             | 38 л. с. (28 кВт) при 7000 об/мин (2G10-2, Gold)                                                                           |
| Мощность             | 34 л. с. (25 кВт) (2G10-4, Red)                                                                                            |
| Мощность             | 31 л. с. (23 кВт) при 6500 об/мин (2G10-5, Red), Minica 73, Minica Van 28 л. с. (21 кВт) при 6000 об/мин, Minicab W (1972) |
| Крутящий момент      | 33 Н⋅м при 5000 об/мин (2G10), Minica LA23 SDX                                                                             |
| Крутящий момент      | 35 Н⋅м при 5000 об/мин (2G10-1, Red)                                                                                       |
| Крутящий момент      | 38 Н⋅м при 6500 об/мин (2G10-2, Gold)                                                                                      |
| Крутящий момент      | 37 Н⋅м при 5500 об/мин (2G10-5, Red), Minica 73, Minica Van 36 Н⋅м при 4000 об/мин, Minicab W (1972)                       |

### Устанавливался на
- 1968—1969 Mitsubishi Minica LA23
- 1969—1976 Mitsubishi Minica A101/101V
- 1972—1976 Mitsubishi Minicab W